# C/2010 X1
El cometa C/2010 X1 (Elenin) es un cometa descubierto por el astrónomo amateur ruso Leonid Yelenin (n. 1981) el 10 de diciembre de 2010, vía control remoto del observatorio robótico perteneciente a la Red Científica Óptica Internacional (International Scientific Optical Network), cerca de Mayhill, Nuevo México, Estados Unidos. El descubrimiento fue realizado utilizando el programa de descubrimiento automático de asteroides CoLiTec. En el momento del descubrimiento, Yelenin tenía una magnitud aparente de +19,5, haciéndolo cerca de 150 000 veces más tenue que a simple vista con la magnitud de +6,5. El descubridor, Leonid Yelenin, estima que el núcleo del cometa mide entre 3 y 4 km de diámetro.

## Brillo
En abril de 2011, el cometa tuvo una magnitud cercana a +15 (más o menos el brillo de Plutón), con una coma (cola del cometa, tenue atmósfera de polvo y gases) estimada en alrededor de 80 000 km de longitud. Al 21 de mayo de 2011, la coma se había excedido 100 000 km, y en agosto de 2011 se había excedido en 200 000 km. Las estimaciones de brillo visual del cometa variaron desde magnitud 13,1 hasta magnitud 13,8 entre el 22 de mayo y el 4 de junio, acercándose a magnitud 10 hacia finales de julio de 2011, y estando en alrededor de 8,3 a mediados agosto de 2011. Incluso a una magnitud de 8,3 el cometa era unas 5 veces más débil de lo que el ojo humano puede ver bajo un cielo completamente oscuro. El 19 de agosto de 2011, el cometa Elenin fue impactado por una eyección de masa coronal (CME). El cometa empezó a desintegrarse al igual que el cometa C/1999 S4. A partir de mediados de septiembre de 2011, el cometa se había vuelto más tenue que magnitud 10,5, y apareció alrededor de magnitud 12 siendo visto por la sonda STEREO-A. A partir de octubre de 2011 el cometa comenzó su desvanecimiento estimándose una magnitud 14. A mediados de octubre de 2011 no había habido ningún avistamiento desde la superficie de la tierra del cometa Elenin, incluso utilizando el Telescopio Faulkes Norte (Faulkes Telescope North) con una magnitud límite de alrededor de 20,5. Los remanentes de nubes de polvo del cometa Elenin comenzaron a ser visibles para los telescopios en superficie terrestre alrededor de 21 de octubre de 2011. La aparición post-desintegración de C/2010 X1 ha sido comparada con el campo de escombros de Shoemaker-Levy 9 tal como se ha observado el 23 de junio de 1993.
Entre el 1 de agosto y 12 de agosto de 2011, la NASA repetidamente movió la nave espacial STEREO-B para ver la dispersión de la luz hacia adelante mientras la nave espacial, el cometa, y el Sol permanecieron alineados. El 14 de agosto de 2011, Elenin fue visible en STEREO-B sin mover la nave. Dado que el cometa se desintegró, SOHO no pudo detectar la dispersión de la luz hacia adelante a finales de septiembre. Dado que la órbita de Elenin es casi coincidente con el plano de la eclíptica, con una inclinación de solo 1,84°, el cometa entró en dispersión delante de STEREO-B, SOHO, y la Tierra. Si el cometa no hubiera desintegrado, habría permitido a la dispersión de polvo prestarse a la función de ser analizada simultáneamente desde dos lugares diferentes.
C/2010 X1 realizó su mayor acercamiento al Sol (perihelio) el 10 de septiembre de 2011 a una distancia de 0,4824 UA (72 170 000 kilómetros; 44 840 000 millas) o ligeramente más cerca que el planeta Venus, a una velocidad relativa de 86 000 km/h. Antes de la desaparición de Elenin en agosto, las efemérides del Minor Planet Center previeron que el brillo original del cometa sería de magnitud 6 entre septiembre y octubre de 2011, pero el brillo depende del nivel de actividad de la coma. Una vez desintegrado, no fue más visible a simple vista o con binoculares. La trayectoria aparente de Elenin en el cielo nocturno fue similar al cometa 45P/Honda-Mrkos-Pajdušáková en la mañana del 8 de octubre, pasando de manera aparente cerca de Marte el 15 de octubre. El cometa llegó a oposición a 178° desde el Sol el 14 de marzo de 2011, volviendo a oposición de nuevo el 22 de noviembre de 2011 a 175° desde el sol.